# D. H. Morgan Manufacturing
D. H. Morgan Manufacturing, später einfach Morgan genannt, war ein US-amerikanischer Hersteller von Achterbahnzügen, kundenspezifischen Fahrgeschäften, Achterbahnen, Kinderfahrgeschäften und anderen Vergnügungseinrichtungen. Das 1983 gegründete Unternehmen hatte seinen Hauptsitz ursprünglich in Scotts Valley, Kalifornien. 1991 zog das Unternehmen nach La Selva Beach, Kalifornien, in eine neue Produktionsanlage mit einer Fläche von 55.000 Quadratmetern um. Diese Anlage wurde später auf 75.000 Quadratmeter erweitert. Das Unternehmen stellte von 1983 bis 2001 eine Vielzahl von Fahrgeschäften her, ist jedoch vermutlich am besten für seine Stahl-Hyperachterbahnen bekannt.

## Geschichte
Dana Morgan, der Sohn des Mitbegründers von Arrow Development, Ed Morgan, gründete D. H. Morgan Manufacturing im Jahr 1983. 1974 verließ Morgan Arrow Development, um Geschäftsführer des Santa Cruz Beach Boardwalk zu werden. Als die Huss Maschinenfabrik 1981 Arrow Development aufkaufte, wurde Morgan zum Präsidenten des neu gegründeten Unternehmens Arrow-Huss ernannt. Morgan verließ Arrow-Huss 1983 und gründete sein eigenes Unternehmen, D. H. Morgan Manufacturing. Ursprünglich hatte Morgan vorgehabt, Karussells zu bauen, aber der erste Auftrag des Unternehmens bestand darin, neue Züge für die Holzachterbahn Giant Dipper am Santa Cruz Beach Boardwalk zu bauen. Die Nachfrage nach neuen Achterbahnfahrzeugen war so groß, dass der Karussellbau bis 1988 auf Eis gelegt werden musste. Im März 1991 zog das Unternehmen in größere Räumlichkeiten in La Selva Beach, Kalifornien, um. Dana Morgan setzte den Bau von Zügen für Holzachterbahnen bis 1994 fort, bis er am 8. Juni die Holzachterbahnzugfertigung an den Konkurrenten Philadelphia Toboggan Coasters verkaufte. Die letzten Morgan-Züge, die für eine Holzachterbahn gebaut wurden, wurden an Yomiuriland in Japan geliefert.
1995 baute Morgan für Michael Bonfante eine Bergwerksbahn für das damalige Hecker Pass - A Family Adventure in Gilroy, Kalifornien. Die Achterbahn, Quicksilver Express, wurde 1995 hergestellt, stand aber fünf Jahre lang in der Produktionsstätte von Morgan, bevor sie schließlich im Jahr 2000 installiert und 2001 eröffnet wurde. 1995 beauftragte Richard Kinzel von Cedar Fair Morgan mit dem Bau einer 200 Fuß langen Hyperachterbahn für Valleyfair in Minnesota. Mit Hilfe des Designers Steve Okamoto, mit dem er bei Arrow Dynamics zusammengearbeitet hatte, eröffnete Morgan 1996 Wild Thing. Morgan baute anschließend sieben weitere Stahlachterbahnen, darunter zwei weitere für Cedar Fair. D. H. Morgan Manufacturing gestaltete auch den ehemaligen Arrow Coaster Steel Phantom im Kennywood Park in Pennsylvania neu.
Dana Morgan zog sich 2001 aus der Vergnügungsindustrie zurück und verkaufte die Vermögenswerte seines Unternehmens am 14. Juni 2001 an Michael Chance, der als Handelsvertreter für den Konkurrenten Chance Industries, Inc. tätig war. Die Unternehmen schlossen sich zusammen und es entstand das Unternehmen Chance Morgan.

## Liste der Achterbahnen

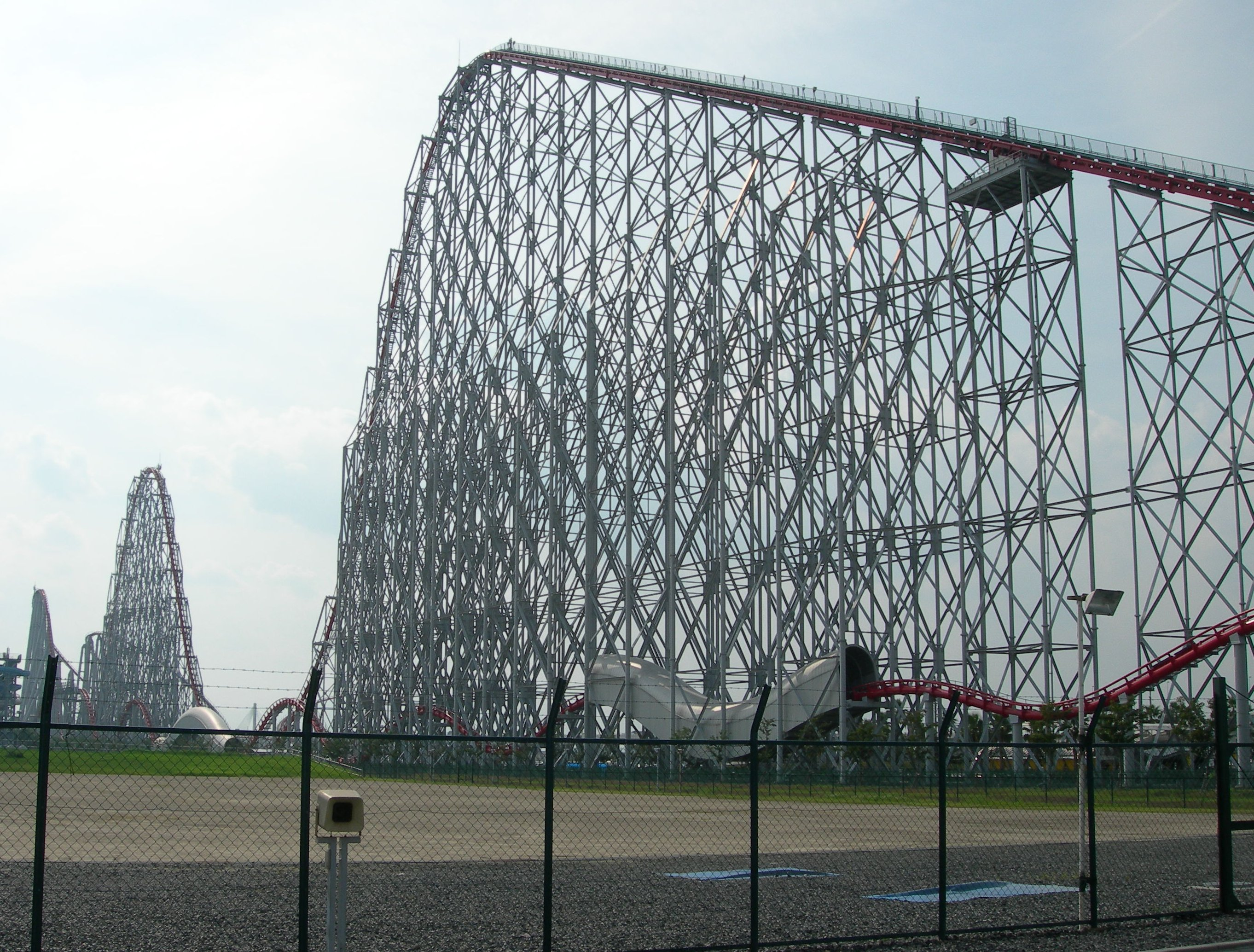
Steel Dragon 2000

Während seiner Betriebsjahre hat D.H. Morgan Manufacturing insgesamt acht Achterbahnen auf der ganzen Welt gebaut:
| Name                      | Park                             | Land   | Betriebsjahre |
| ------------------------- | -------------------------------- | ------ | ------------- |
| Mamba                     | Worlds of Fun                    | USA    | 1998 –        |
| Quicksilver Express       | Gilroy Gardens Family Theme Park | USA    | 2001 –        |
| Santa Monica West Coaster | Pacific Park                     | USA    | 1996 –        |
| Steel Dragon 2000         | Nagashima Spa Land               | Japan  | 2000 –        |
| Steel Eel                 | SeaWorld San Antonio             | USA    | 1999 –        |
| Steel Force               | Dorney Park & Wildwater Kingdom  | USA    | 1997 –        |
| Superman El Último Escape | Six Flags Mexico                 | Mexiko | 2004 –        |
| Wild Thing                | Valleyfair!                      | USA    | 1996 –        |